# Potok Górny (gmina)
Potok Górny (dawniej gmina Potok) – gmina wiejska w Polsce położona w województwie lubelskim, w powiecie biłgorajskim. W latach 1975–1998 gmina administracyjnie należała do województwa zamojskiego.
Siedziba gminy to Potok Górny.
Według danych z 31 grudnia 2006 gminę zamieszkiwały 5552 osoby. Natomiast według danych z 31 grudnia 2019 roku gminę zamieszkiwało 5351 osób.
Gmina Potok Górny powstała między 1866 a 1870 rokiem z gminy Lipiny powiatu biłgorajskiego guberni lubelskiej Królestwa Polskiego po przeniesieniu jej siedziby z Lipin Dolnych do Potoka Górnego. W latach 1912–1915 wchodziła w skład guberni chełmskiej. W 1919 roku gmina znalazła się w woj. lubelskim.
Według stanu na 30 września 1921 gmina Potok Górny obejmowała miejscowości Dąbrówka, Jedlinki, Kulno, Lipiny Dolne, Lipiny Główne, Lipiny Górne, Lipiny Nowe, Zagrody Naklickie, Naklik, Potok, Potok Górny, Potok Poduchowny, Szyszków i Zagródki. Gmina liczyła 8.011 mieszkańców.
W reformie administracyjnej 1954 roku dotychczasowa gmina została podzielona na gromady Kulno, Lipiny Dolne, Potok Górny i Szyszków.
W ramach tej reformy 1 stycznia 1955 gromadę Kulno wyłączono do powiatu leżajskiego województwa rzeszowskiego. Przed 1 lipca 1965 zniesiono gromadę Szyszków, a jej obszar włączono do gromady Potok Górny.
Gmina Potok Górny została odtworzona w kolejnej reformie administracyjnej 1 stycznia 1973 w powiecie biłgorajskim województwa lubelskiego, powiększona o obszary leśne z dawnej gminy Huta Krzeszowska (między Harasiukami a Lipinami Górnymi) oraz o wsie Malennik i Jasiennik Stary z dawnej gminy Krzeszów.
W okresie od 2 lipca 1976 do 1 października 1982, gdy gmina Biszcza była zniesiona, do gminy Potok Górny należało sołectwo Gózd Lipiński.

## Struktura powierzchni
Według danych z roku 2002 gmina Potok Górny ma obszar 110,94 km², w tym:
- użytki rolne: 68%
- użytki leśne: 27%

Gmina stanowi 6,61% powierzchni powiatu.

## Demografia

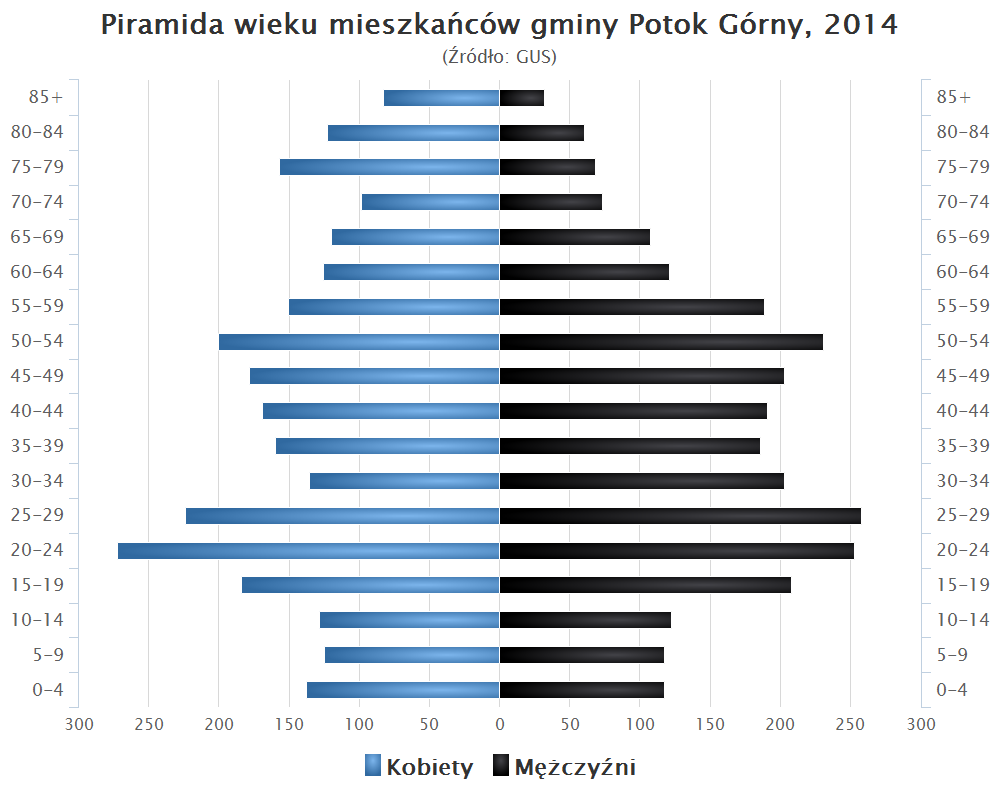
Piramida wieku mieszkańców gminy Potok Górny w 2014 roku

Dane z 30 czerwca 2004:
| Opis                              | Ogółem | Ogółem | Kobiety | Kobiety | Mężczyźni | Mężczyźni |
| --------------------------------- | ------ | ------ | ------- | ------- | --------- | --------- |
| jednostka                         | osób   | %      | osób    | %       | osób      | %         |
| populacja                         | 5679   | 100    | 2822    | 49,7    | 2857      | 50,3      |
| gęstość zaludnienia (mieszk./km²) | 51,2   | 51,2   | 25,4    | 25,4    | 25,8      | 25,8      |

## Sołectwa
Dąbrówka, Jasiennik Stary, Jedlinki, Kolonia Malennik, Lipiny Dolne, Lipiny Górne-Borowina, Lipiny Górne-Lewki, Naklik, Potok Górny I, Potok Górny II, Szyszków, Zagródki.
Miejscowość bez statusu sołectwa: Lipiny Dolne-Kolonia

## Sąsiednie gminy
Biszcza, Harasiuki, Krzeszów, Kuryłówka